# I Shalt Become
I Shalt Become – amerykański jednoosobowy projekt z Illinois grający black metal. Głównymi tematami poruszanymi w piosenkach są sprawy abstrakcyjne, przygnębienie czy samotność.
W 1999 pod nazwą zespołu Birkenau zostało wydane demo In the Falling Snow, ponownie wydane w 2008 z powrotem jako I Shalt Become.

## Obecny skład zespołu
- S. Holliman - wszystkie instrumenty

## Dyskografia
- (1995) - In Withering (demo)
- (1996) - A Funeral Celebration (demo)
- (1998) - Wanderings (demo)
- (2008) - In the Falling Snow" CD (No Colours Records)
- (2008) - Requiem" CD (Moribund / Darker Than Black)